# Grand Prix (Magic : L'Assemblée)
Pour les articles homonymes, voir Grand prix.

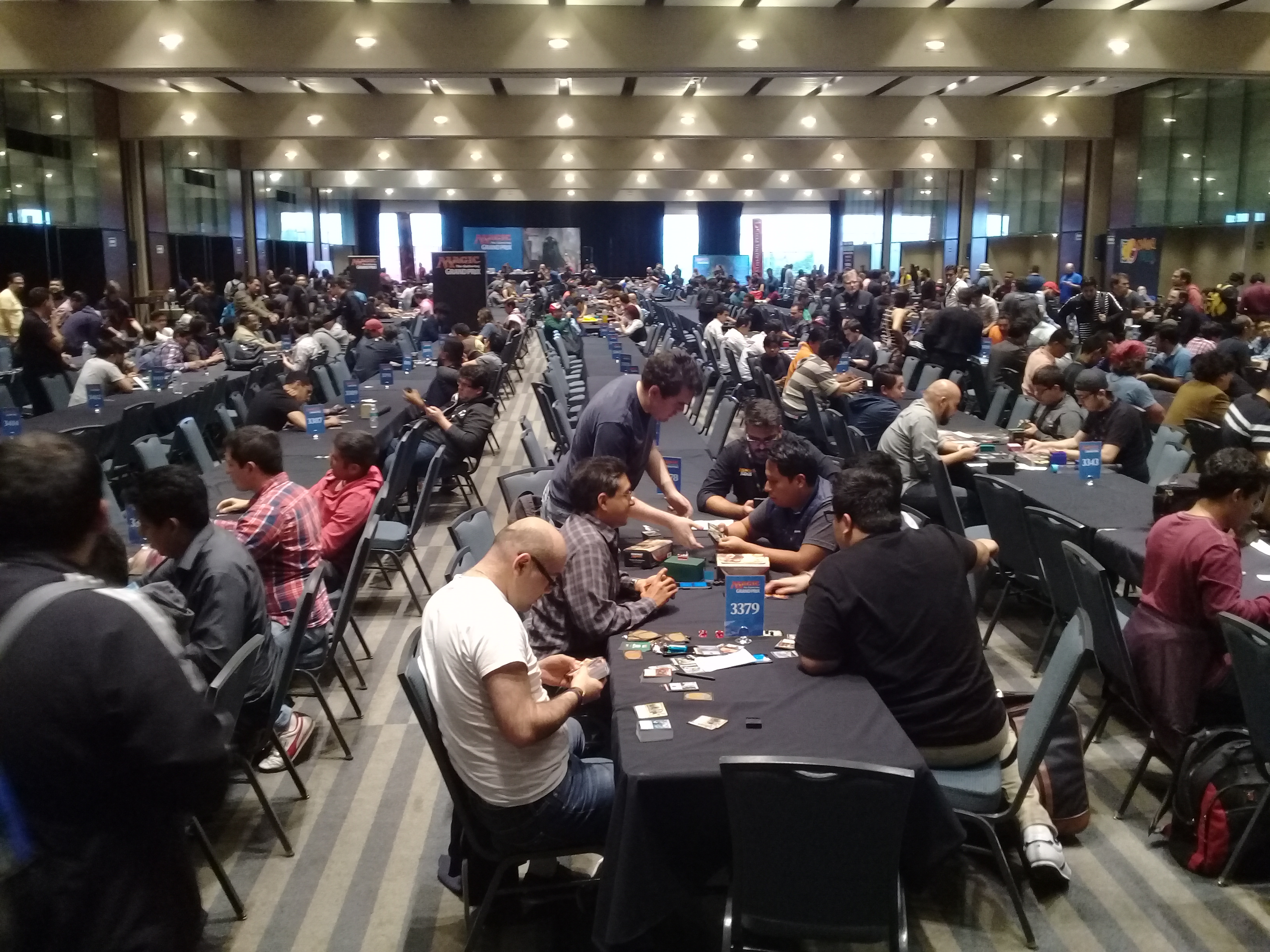
Photographie représentant Le Grand Prix Magic.The Gathering Mexico 2017 au Hilton Reforma, Mexico

Un Grand Prix (GP) est un tournoi semi-professionnel de Magic : L'Assemblée.
Ces tournois sont ouverts à tous les joueurs, et rassemblent en conséquence le plus de joueurs. Le premier Grand Prix s'est tenu du 22 au 23 mars 1997 à Amsterdam. Plus de 250 Grands Prix ont été organisés depuis, le plus important d'entre eux s'étant tenu à Las Vegas en 2013 avec 4500 compétiteurs[réf. nécessaire].

## Histoire
Les Grands Prix furent créés en 1997. Au contraire des Pro Tours qui exigent une invitation, ils sont ouverts à tous. Les prix en jeu sont en conséquence plus faibles. Le premier Grand Prix fut aussi le premier tournoi professionnel tenu hors des États-Unis. 
Ces tournois ont depuis été organisés dans de nombreuses villes dans le monde tels que Tokyo, Moscou, Rio de Janeiro, Toronto et Le Cap. En 2010, le Grand Prix Madrid fut le plus grand tournoi de Magic organisé, battant le record jusque-là détenu par Paris.

## Organisation des tournois
Tous les Grands Prix se déroulent pour une durée de deux jours, le week-end. Ils utilisent un système modifié de rondes suisses. Le samedi, jusqu'à dix rondes peuvent être jouées, le nombre exact dépendant de la fréquentation du tournoi. 
Les compétiteurs peuvent se voir attribuer des byes en fonction de leur classement, ou à la suite de gains lors de tournois annexes (les Grand Prix Trials). À la fin du 1er jour, l'ensemble des joueurs ayant moins de deux défaites sont qualifiés pour le deuxième jour. Les Grands Prix de plus de 800 joueurs voient le tournoi divisé en deux groupes égaux, chacun qualifiant pour le second jour. Le dimanche, six rondes (si une septième est nécessaire pour cause de forte attendance, il arrive que cette ronde supplémentaire soit jouée le samedi, après élimination des joueurs non qualifiés pour le deuxième jour) sont jouées, au terme desquelles les huit meilleurs joueurs sont sélectionnés pour le top 8.  Ces huit derniers compétiteurs s'affrontent alors en élimination directe pour fixer le vainqueur du tournoi.

## Récompenses
Les Grands Prix octroient de l'argent, des points pro, et des invitations pour le Pro Tour suivant. Les seize meilleurs joueurs reçoivent une invitation pour un Pro Tour fixé à l'avance. Les sommes pouvant être gagnées ont varié considérablement, allant de 10 000 $ à 40 000 $. Actuellement elles répondent aux règles suivantes :
| Place | somme ($) | Pro Points |
| ----- | --------- | ---------- |
| 1     | 3,500     | 08         |
| 2     | 2,300     | 06         |
| 3-4   | 1,500     | 05         |
| 5-8   | 1,000     | 04         |
| 9-12  | 600       | 03         |
| 13-16 | 500       | 03         |
| 17-32 | 400       | 02         |
| 33-64 | 300       | 01         |

## Joueurs les plus titrés
Les joueurs suivants ont gagné au moins trois Grand Prix.
| Nom                       | Victoire | Top 8 |
| ------------------------- | -------- | ----- |
| Kai Budde                 | 7        | 14    |
| Olivier Ruel              | 4        | 25    |
| Alex Shvartsman           | 4        | 21    |
| Masahiko Morita           | 4        | 16    |
| Steven O'Mahoney-Schwartz | 4        | 10    |
| Raphaël Lévy              | 3        | 16    |
| Shuuhei Nakamura          | 3        | 13    |
| Katsushiro Mori           | 3        | 11    |
| Antonino De Rosa          | 3        | 10    |
| Bob Maher, Jr.            | 3        | 10    |
| Jon Finkel                | 3        | 9     |
| Ryan Fuller               | 3        | 9     |
| Chris Benafel             | 3        | 8     |
| Trey Van Cleave           | 3        | 7     |
| Carlos Romão              | 3        | 6     |
| Jim Herold                | 3        | 3     |